# Diego Palacios
Diego José Palacios Espinoza (Guayaquil, Ecuador; 12 de julio de 1999) es un futbolista ecuatoriano. Juega de defensa y su equipo actual es F. K. Karpaty Lviv de la Liga Premier de Ucrania.

## Trayectoria
Nacido en Guayaquil, Palacios se inició en el Club Sport Norte América y debutó con el Deportivo Azogues en la Serie B de Ecuador en el año 2014. 
En el 2016 pasa a las inferiores del Aucas por el convenio con Norte América, antes de hacer su debut en la Serie A de Ecuador en 2017.
En julio de 2018, acordó un préstamo de una temporada con Willem II. Hizo su debut en la Eredivisie holandesa el 11 de agosto de 2018 jugando los 90 minutos completos contra VVV-Venlo.
A mediados de 2019 después de una buena participación con su selección en el mundial sub-20, estuvo siendo vinculado por clubes importantes de Europa, como el Fútbol Club Barcelona o el Ajax, pero finalmente fichó por Los Angeles Football Club de los Estados Unidos.
En enero de 2024 fue presentado por el Sport Club Corinthians Paulista de la Primera División de Brasil. En agosto de 2025 fue cedido por una temporada al F. K. Karpaty Lviv de la Liga Premier de Ucrania.

## Selección nacional

### Categorías inferiores

#### Participaciones en Sudamericanos
| Campeonato                  | Sede  | Resultado | Partidos | Goles |
| --------------------------- | ----- | --------- | -------- | ----- |
| Sudamericano Sub-20 de 2019 | Chile | Campeón   | 8        | 0     |

#### Participaciones en Copas del Mundo
| Campeonato                  | Sede    | Resultado    | Partidos | Goles |
| --------------------------- | ------- | ------------ | -------- | ----- |
| Copa Mundial Sub-20 de 2019 | Polonia | Tercer lugar | 7        | 0     |

### Selección absoluta
El 14 de noviembre de 2022 fue incluido en la lista final para la Copa Mundial Catar 2022.

#### Participaciones en Copas del Mundo
| Mundial           | Sede  | Resultado      | Partidos | Goles |
| ----------------- | ----- | -------------- | -------- | ----- |
| Copa Mundial 2022 | Catar | Fase de grupos | 0        | 0     |

#### Participaciones en eliminatorias
| Eliminatorias      | Sede            | Resultado   | Partidos | Goles |
| ------------------ | --------------- | ----------- | -------- | ----- |
| Eliminatorias 2022 | América del Sur | Clasificado | 3        | 0     |

#### Participaciones en Copa América
| Copa              | Sede   | Resultado        | Partidos | Goles |
| ----------------- | ------ | ---------------- | -------- | ----- |
| Copa América 2021 | Brasil | Cuartos de final | 2        | 0     |

### Partidos internacionales
Actualizado al último partido disputado el 12 de noviembre de 2022.
| Partidos internacionales con la selección | Partidos internacionales con la selección | Partidos internacionales con la selección | Partidos internacionales con la selección | Partidos internacionales con la selección | Partidos internacionales con la selección | Partidos internacionales con la selección |
| --- | ----------------------------------------- | ----------------------------------------- | ----------------------------------------- | ----------------------------------------- | ----------------------------------------- | ----------------------------------------- |
| \| N.° \| Fecha \| Ciudad \| Rival \| Resultado \| Resultado \| Competencia \| \| --- \| ----------------------- \| ------------ \| ----------------- \| --------- \| --------- \| ----------------------------------- \| \| 1. \| 12 de octubre de 2018 \| Rayán \| Catar \| 3-4 \| Derrota \| Amistoso \| \| 2. \| 5 de septiembre de 2019 \| Harrison \| Perú \| 1-0 \| Victoria \| Amistoso \| \| 3. \| 13 de octubre de 2019 \| Elche \| Argentina \| 1-6 \| Derrota \| Amistoso \| \| 4. \| 14 de noviembre de 2019 \| Portoviejo \| Trinidad y Tobago \| 3-0 \| Victoria \| Amistoso \| \| 5. \| 19 de noviembre de 2019 \| Harrison \| Colombia \| 0-1 \| Derrota \| Amistoso \| \| 6. \| 13 de octubre de 2020 \| Quito \| Uruguay \| 4-2 \| Victoria \| Eliminatorias al Mundial Catar 2022 \| \| 7. \| 27 de junio de 2021 \| Goiânia \| Brasil \| 1-1 \| Empate \| Copa América 2021 \| \| 8. \| 3 de julio de 2021 \| Goiânia \| Argentina \| 0-3 \| Derrota \| Copa América 2021 \| \| 9. \| 14 de octubre de 2021 \| Barranquilla \| Colombia \| 0-0 \| Empate \| Eliminatorias al Mundial Catar 2022 \| \| 10. \| 4 de diciembre de 2021 \| Houston \| El Salvador \| 1-1 \| Empate \| Amistoso \| \| 11. \| 1 de febrero de 2022 \| Lima \| Perú \| 1-1 \| Empate \| Eliminatorias al Mundial Catar 2022 \| \| 12. \| 12 de noviembre de 2022 \| Madrid \| Irak \| 0-0 \| Empate \| Amistoso \| |                                           |                                           |                                           |                                           |                                           |                                           |
| N.° | Fecha                                     | Ciudad                                    | Rival                                     | Resultado                                 | Resultado                                 | Competencia                               |
| 1. | 12 de octubre de 2018                     | Rayán                                     | Catar                                     | 3-4                                       | Derrota                                   | Amistoso                                  |
| 2. | 5 de septiembre de 2019                   | Harrison                                  | Perú                                      | 1-0                                       | Victoria                                  | Amistoso                                  |
| 3. | 13 de octubre de 2019                     | Elche                                     | Argentina                                 | 1-6                                       | Derrota                                   | Amistoso                                  |
| 4. | 14 de noviembre de 2019                   | Portoviejo                                | Trinidad y Tobago                         | 3-0                                       | Victoria                                  | Amistoso                                  |
| 5. | 19 de noviembre de 2019                   | Harrison                                  | Colombia                                  | 0-1                                       | Derrota                                   | Amistoso                                  |
| 6. | 13 de octubre de 2020                     | Quito                                     | Uruguay                                   | 4-2                                       | Victoria                                  | Eliminatorias al Mundial Catar 2022       |
| 7. | 27 de junio de 2021                       | Goiânia                                   | Brasil                                    | 1-1                                       | Empate                                    | Copa América 2021                         |
| 8. | 3 de julio de 2021                        | Goiânia                                   | Argentina                                 | 0-3                                       | Derrota                                   | Copa América 2021                         |
| 9. | 14 de octubre de 2021                     | Barranquilla                              | Colombia                                  | 0-0                                       | Empate                                    | Eliminatorias al Mundial Catar 2022       |
| 10. | 4 de diciembre de 2021                    | Houston                                   | El Salvador                               | 1-1                                       | Empate                                    | Amistoso                                  |
| 11. | 1 de febrero de 2022                      | Lima                                      | Perú                                      | 1-1                                       | Empate                                    | Eliminatorias al Mundial Catar 2022       |
| 12. | 12 de noviembre de 2022                   | Madrid                                    | Irak                                      | 0-0                                       | Empate                                    | Amistoso                                  |

## Estadísticas

### Clubes
Actualizado al último partido disputado el 1 de febrero de 2025.
| Club                             | Div.          | Temporada     | Liga  | Liga  | Copas nacionales | Copas nacionales | Copas internacionales | Copas internacionales | Otros | Otros | Total | Total |
| Club                             | Div.          | Temporada     | Part. | Goles | Part.            | Goles            | Part.                 | Goles                 | Part. | Goles | Part. | Goles |
| -------------------------------- | ------------- | ------------- | ----- | ----- | ---------------- | ---------------- | --------------------- | --------------------- | ----- | ----- | ----- | ----- |
| Deportivo Azogues · Ecuador      | 2.ª           | 2014          | 1     | 0     | Inexistentes     | Inexistentes     | Inexistentes          | Inexistentes          | —     | —     | 1     | 0     |
| Deportivo Azogues · Ecuador      | Total club    | Total club    | 1     | 0     | 0                | 0                | 0                     | 0                     | 0     | 0     | 1     | 0     |
| C. S. Norte América · Ecuador    | 3.ª           | 2015          | 16    | 0     | Inexistentes     | Inexistentes     | Inexistentes          | Inexistentes          | —     | —     | 16    | 0     |
| C. S. Norte América · Ecuador    | Total club    | Total club    | 16    | 0     | 0                | 0                | 0                     | 0                     | 0     | 0     | 16    | 0     |
| S. D. Aucas · Ecuador            | 2.ª           | 2016          | 0     | 0     | Inexistentes     | Inexistentes     | Inexistentes          | Inexistentes          | —     | —     | 0     | 0     |
| S. D. Aucas · Ecuador            | 2.ª           | 2017          | 40    | 1     | Inexistentes     | Inexistentes     | Inexistentes          | Inexistentes          | —     | —     | 40    | 1     |
| S. D. Aucas · Ecuador            | 1.ª           | 2018          | 23    | 1     | Inexistentes     | Inexistentes     | Inexistentes          | Inexistentes          | —     | —     | 23    | 1     |
| S. D. Aucas · Ecuador            | Total club    | Total club    | 63    | 2     | 0                | 0                | 0                     | 0                     | 0     | 0     | 63    | 2     |
| Willem II Tilburg · Países Bajos | 1.ª           | 2018-19       | 27    | 0     | 5                | 0                | Inexistentes          | Inexistentes          | —     | —     | 32    | 0     |
| Willem II Tilburg · Países Bajos | Total club    | Total club    | 27    | 0     | 5                | 0                | 0                     | 0                     | 0     | 0     | 32    | 0     |
| Los Angeles F. C. Estados Unidos | 1.ª           | 2019          | 2     | 0     | Inexistentes     | Inexistentes     | Inexistentes          | Inexistentes          | —     | —     | 2     | 0     |
| Los Angeles F. C. Estados Unidos | 1.ª           | 2020          | 18    | 0     | Inexistentes     | Inexistentes     | 5                     | 0                     | —     | —     | 23    | 0     |
| Los Angeles F. C. Estados Unidos | 1.ª           | 2021          | 27    | 0     | Inexistentes     | Inexistentes     | Inexistentes          | Inexistentes          | —     | —     | 27    | 0     |
| Los Angeles F. C. Estados Unidos | 1.ª           | 2022          | 31    | 1     | 3                | 0                | —                     | —                     | —     | —     | 34    | 1     |
| Los Angeles F. C. Estados Unidos | 1.ª           | 2023          | 34    | 0     | 0                | 0                | 11                    | 0                     | —     | —     | 45    | 0     |
| Los Angeles F. C. Estados Unidos | Total club    | Total club    | 112   | 1     | 3                | 0                | 16                    | 0                     | 0     | 0     | 131   | 1     |
| Corinthians · Brasil             | 1.ª           | 2024          | 0     | 0     | 0                | 0                | 0                     | 0                     | 1     | 0     | 1     | 0     |
| Corinthians · Brasil             | 1.ª           | 2025          | 0     | 0     | 0                | 0                | 0                     | 0                     | 3     | 0     | 3     | 0     |
| Corinthians · Brasil             | Total club    | Total club    | 0     | 0     | 0                | 0                | 0                     | 0                     | 4     | 0     | 4     | 0     |
| F. K. Karpaty Lviv · Ucrania     | 1.ª           | 2025-26       | 0     | 0     | 0                | 0                | —                     | —                     | —     | —     | 0     | 0     |
| F. K. Karpaty Lviv · Ucrania     | Total club    | Total club    | 0     | 0     | 0                | 0                | 0                     | 0                     | 0     | 0     | 0     | 0     |
| Total carrera                    | Total carrera | Total carrera | 219   | 3     | 8                | 0                | 16                    | 0                     | 4     | 0     | 247   | 3     |
| 1. 2. 3.                         |               |               |       |       |                  |                  |                       |                       |       |       |       |       |

## Palmarés

### Campeonatos regionales
| Título              | Club        | País   | Año  |
| ------------------- | ----------- | ------ | ---- |
| Campeonato Paulista | Corinthians | Brasil | 2025 |

### Campeonatos nacionales
| Título                 | Equipo            | País           | Año  |
| ---------------------- | ----------------- | -------------- | ---- |
| MLS Supporters' Shield | Los Angeles F. C. | Estados Unidos | 2019 |
| MLS Supporters' Shield | Los Angeles F. C. | Estados Unidos | 2022 |
| MLS Conferencia Oeste  | Los Angeles F. C. | Estados Unidos | 2022 |
| MLS Cup                | Los Angeles F. C. | Estados Unidos | 2022 |
| MLS Conferencia Oeste  | Los Angeles F. C. | Estados Unidos | 2023 |

### Campeonatos internacionales
| Título              | Equipo         | Año  |
| ------------------- | -------------- | ---- |
| Sudamericano Sub-20 | Ecuador sub-20 | 2019 |

### Distinciones individuales
| Distinción                                                 | Año  |
| ---------------------------------------------------------- | ---- |
| Mejor jugador joven de la Liga de Campeones de la Concacaf | 2020 |
| Once ideal de la Liga de Campeones de la Concacaf          | 2020 |